# Premio Boscán
El Premio Boscán de Poesía fue creado en 1949 por el Instituto de Estudios Hispánicos de Barcelona, en cuyo seno existió también el seminario de poesía Boscán. Desde 1948 el Instituto de Estudios Hispánicos de Barcelona desarrolló sus actividades en la ciudad como delegación del Instituto de Cultura Hispánica de Madrid y posteriormente pasó a denominarse Instituto Catalán de Cultura Hispánica (1968) e Instituto Catalán de Cooperación Iberoamericana (1979).
	El Premio Boscán, al igual que lo ocurrido con el Premio Adonáis,  tuvo una primera época de esplendor, en que contribuyó al lanzamiento y difusión de importantes autores de la posguerra española (Alfonso Costafreda, Blas de Otero, José Agustín Goytisolo, José Manuel Caballero Bonald, Carlos Sahagún), para pasar después a un segundo plano dentro del panorama de los premios poéticos.

## Lista de autores y libros premiados
- 1949. Alfonso Costafreda, Nuestra elegía.
- 1950. Blas de Otero, Redoble de conciencia.
- 1951. Victoriano Crémer, Nuevos cantos de vida y esperanza.
- 1952. José Ramón Medina, Texto sobre el tiempo.
- 1953. Eugenio de Nora, España, pasión de vida.
- 1954. Pío Gómez Nisa, Elegía por uno.
- 1955. Concha Zardoya, Debajo de la luz.
- 1956. José Agustín Goytisolo, Salmos al viento.
- 1957. Jesús Lizano, Jardín botánico.
- 1958. José Manuel Caballero Bonald, Las horas muertas.
- 1959. Rafael Santos Torroella, Cerrada noche.
- 1960. Carlos Sahagún, Como si hubiera muerto un niño.
- 1961. José Corredor Matheos, Poema para un nuevo libro.
- 1962. Eduardo Zepeda Enríquez, A mano alzada.
- 1963. Joaquín Buxó Montesinos, Las islas nos llamaban.
- 1964. Luis Feria, Fábulas de octubre.
- 1965. Andrés Quintanilla Buey, Rogelio.
- 1966. Carlos Murciano, Libro de epitafios.
- 1967. Gabriel García Narezo, De donde nace el sueño.
- 1968. Rafael Guillén, Gesto segundo.
- 1969. Rafael Alfaro, Voz interior.
- 1970. Manuel Ríos Ruiz, El óboe.
- 1971. José Luis Rodríguez Argenta, La nada que me une.
- 1972. Justo Jorge Padrón, Mar de la noche.
- 1973. José García Nieto, Súplica por la paz y otros ‘collages’.
- 1974. Ángel García López, Auto de fe.
- 1975. José Luis Alegre Cudós, Primera invitación a la vida.
- 1976. Rolando Camozzi, Transparencia del hombre.
- 1977. Francisco Toledano, Allí estuvo el espejismo.
- 1978. Joaquín Márquez, Solo de caracola para un amor lejano.

- Datos: Q9062246